# FOXB2
El FOXB2 és un una proteïna del tipus factor de transcripció (codifica proteïnes) FOXB2 (Forkhead box protein B2) que forma part de la familia de leș FOX proteins ("Forkhead box proteins").
"FOXB2" és el símbol oficial del gen aprovat per l'HGNC (HGNC o HUGO, Gene Nomenclature Committee, un comitè que pertany a la Human Genome Organisation amb la missió d'aprovar un nom únic i amb sentit per a cadascun dels gens humans coneguts basant-se en consultes a experts), que normalment és una forma curta del nom del gen.

## Genètica

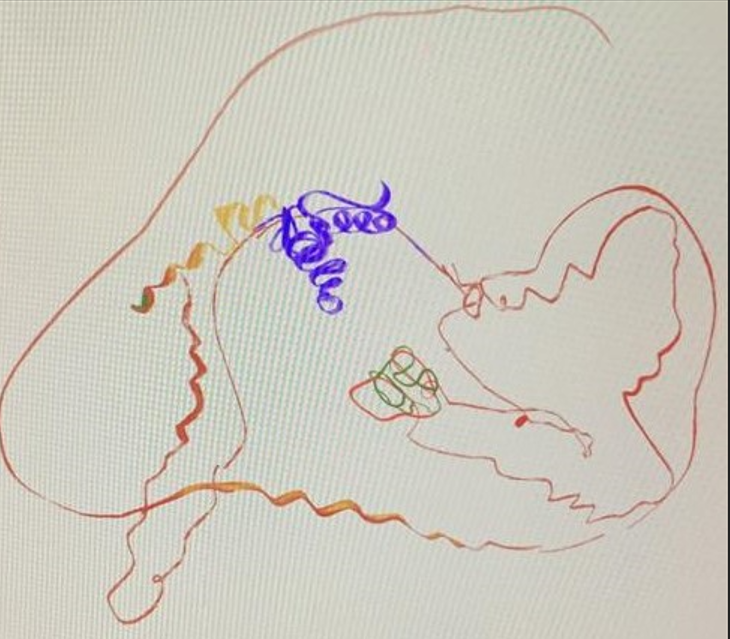
Estructura tridimensional de FOXB2 amb tres hèlix alfa flanquejades per dos girs.

La proteïna en còmput total presenta 432 aminoàcids i amb una massa molecular de 45581 Da. La seqüència es presenta de la següent manera:
```
10 20 30 40 50
```

MPRPGKSSYS DQKPPYSYIS LTAMAIQHSA EKMLPLSDIY KFIMERFPYY
```
 60 70 80 90 100
```

REHTQRWQNS LRHNLSFNDC FIKIPRRPDQ PGKGSFWALH PDCGDMFENG
```
110 120 130 140 150 
```

SFLRRRKRFK VLRADHTHLH AGSTKSAPGA GPGGHLHPHH HHHPHHHHHH
```
 160 170 180 190 200
```

HAAAHHHHHH HPPQPPPPPP PPPPHMVHYF HQQPPTAPQP PPHLPSQPPQ
```
 210 220 230 240 250
```

QPPQQSQPQQ PSHPGKMQEA AAVAAAAAAA AAAAVGSVGR LSQFPPYGLG
```
 260 270 280 290 300
```

SAAAAAAAAA ASTSGFKHPF AIENIIGRDY KGVLQAGGLP LASVMHHLGY
```
 310 320 330 340 350  
```

PVPGQLGNVV SSVQPHVGVM DSVAAAAAAA AAAGVPVGPE YGAFGVPVKS
```
 360 370 380 390 400
```

LCHSASQSLP AMPVPIKPTP ALPPVSALQP GLTVPAASQQ PPAPSTVCSA
```
410 420 430  
```

AAASPVASLL EPTAPTSAES KGGSLHSVLV HS
Aquest domini és el de la helix alada, que té una estructura 3D amb tres helix alfa flanquejades per dos girs característics que recorden a les ales d’una papallona. La FOXB2, com totes les proteïnes de la familia FOX té un domini d’unió a l’ADN de 94 aminoàcids que va des del número 13 al 107:
```
10 20 30 40 50
```

MPRPGKSSYS DQKPPYSYIS LTAMAIQHSA EKMLPLSDIY KFIMERFPYY
```
 60 70 80 90 100
```

REHTQRWQNS LRHNLSFNDC FIKIPRRPDQ PGKGSFWALH PDCGDMFENG
```
110 120 130 140 150 
```

SFLRRRKRFK VLRADHTHLH AGSTKSAPGA GPGGHLHPHH HHHPHHHHHH
```
 160 170 180 190 200
```

HAAAHHHHHH HPPQPPPPPP PPPPHMVHYF HQQPPTAPQP PPHLPSQPPQ
```
 210 220 230 240 250
```

QPPQQSQPQQ PSHPGKMQEA AAVAAAAAAA AAAAVGSVGR LSQFPPYGLG
```
 260 270 280 290 300
```

SAAAAAAAAA ASTSGFKHPF AIENIIGRDY KGVLQAGGLP LASVMHHLGY
```
 310 320 330 340 350  
```

PVPGQLGNVV SSVQPHVGVM DSVAAAAAAA AAAGVPVGPE YGAFGVPVKS
```
 360 370 380 390 400
```

LCHSASQSLP AMPVPIKPTP ALPPVSALQP GLTVPAASQQ PPAPSTVCSA
```
410 420 430  
```

AAASPVASLL EPTAPTSAES KGGSLHSVLV HS

### Mutacions[3]
Relacionades amb aquesta proteïna es troben vinculades dos tipus de mutacions en els pulmons produïdes per diferents canvis en les seqüències d’aminoàcids:
- Adenocarcinoma de pulmons, amb canvis proteics en:

1. A386S
2. P245S
3. Q305K
4. R56H → Aquesta mutació es troba al domini de la unió d’ADN.
5. P198L
6. H53N → Aquesta mutació es troba al domini de la unió d’ADN.
7. A121V
8. K110Q
9. F86L → Aquesta mutació es troba al domini de la unió d’ADN.
10. V319A
11. A332T
12. M24I → Aquesta mutació es troba al domini de la unió d’ADN.

- Carcinoma de cèl·lules escamoses de pulmó, amb canvis proteics en:

1. K267
2. H118T
3. F266L
4. R108C
5. S206W

## Localització
En humans la FOXB2 està codificada pel gen bA159H20.4, també anomenat gen FoxB2, situat al cromosoma 9.
En mamífers, l'únic lloc on s'expressa és el cervell en desenvolupament, especialment en el tàlem i l'hipotàlem. Això implica que l'expressió del gen está limitada en adults. En ratolins adults, s'ha observat l'expressió limitada de FOXB2 en alguns teixits, específicament al cervell, tim, ovari i testicles.
Tot i trobar-se restringida en adults, trobem la proteïna FOXB2 en diversos càncers i especialment en el càncer de pròstata agressiu.

### Localització subcel·lular
En la cèl·lula, la FOXB2 es localitza al nucli, principalment a la cromatina, ja que és un factor de transcripció.

## Funcions[7]
La FOXB2 és un factor de transcripció, és a dir, és una proteïna que regula la velocitat i la quantitat de la transcripció de la informació genètica (ADN) a l’ARN missatger. Per fer-ho s'uneix a una regió específica de l’ADN gràcies al domi DNA-binding que tenen totes les proteïnes de la familia FOX. En altres paraules “encenen” i “apaguen” els gens per controlar que la seva expressió es faci en el moment i lloc adequat. La pèrdua o guany de la funció de les FOX pot alterar el final de la cèl·lula i promoure la carcinogènesi així com la progressió de càncer.
Podem trobar diferents funcions segons si són:
- Funcions moleculars:
- # Factor de transcripció que regula l'activitat de l'ARN polimerasa II.
- # Regió Cis-regulatòria de la seqüència específica de l'ADN a la qual s'uneix l'ARN polimerasa II.

- Funcions que intervenen en processos biològics importants:
- # La morfogènesi de l'estructura anatòmica.
- #L'embriogènesi.[9]
- # La diferenciació cel·lular.
- #La supressió tumoral.

### Paper de la FOXB2 en l'embriogènesi
Els factors de transcripció de la familia FOX proteins són reguladors essencials del desenvolupament embrionari i es caracteritzen per un domini d'unió a l'ADN que comprèn 110 aminoàcids conservat al llarg de l'evolució.

#### Patró que segueix l'expressió de la FOXB2 durant l'embriogènesi de laXenopus laevis[9]
Durant l'embriogènesi dels ous de la granota Xenopus laevis, a l'etapa de blàstula tardana, el gen FoxB2 que codifica la proteïna FOXB2 en aquesta espècie s'activa.
Malgrat l'activació del gen responsable de codificar la FOXB2, la proteïna no s'expressa per primera vegada fins al moment de la formació de l'ectoderma dorsolateral durant el procés de gastrulació. Concretament, la FOXB2 es localitza a la capa sensorial, en dues ratlles ectodèrmiques adjacents a la línia mitjana dorsal la qual és paral·lela a la futura columna vertebral de la granota.
Cal tenir en compte que en aquesta primera capa germinal més distal i externa hi ha unes determinades regions anomenades “organizers” on la FOXB2 no s'expressa. Aquestes zones especials es caracteritzen per estar constituïdes per grups de cèl·lules amb la capacitat de canviar el destí i el patró de leș cèl·lules embrionàries adjacents.
A continuació, durant la creació del tub neuronal que donarà lloc al sistema nerviós de la granota a l'etapa de neurulació, l'expressió de la FOXB2 es redueix.
Un cop finalitzada l'embriogènesi, els capgrossos nadadors ja formats tenen dos grups de cèl·lules que expressen la FOXB2 al romboencèfal.
En resum, l'expressió de la FOXB2 es veu temporalment restringida durant la transició de la blàstula tardana a la gastrulació, moment en què apareix un pic en el nombre de còpies expressades, fins que s'extingeix completament al final de la neurulació per tornar a expressar-se al romoencèfal en dos grups cel·lulars.

### Relació del càncer i la FOXB2[11]
La FOXB2 és un activador de la via de senyalització Wnt en cèl·lules normals i cancerígenes independent de la β-catenina. La proteïna activa aquesta senyalització induint un o més lligands WNT canònics. En diversos tipus de càncers la via de senyalització homeostàtica WNT s'activa de manera anòmala.
La via de senyalització Wnt és de gran importància per al desenvolupament de l’organisme i el càncer. S'encarrega de la senyalització homeostàtica en el desenvolupament i l’homeòstasi de les cèl·lules mare. Hi ha una branca dins d’aquesta que s'anomena canònica, és a dir, que és depenent de la β-catenina. No obstant això, la regulació específica de la seva activitat no es coneix completament.
La FOXB2 controla de manera consistent la senyalització Wnt i la diferenciació neuroendocrina de les línies cel·lulars de càncer de pròstata. També promou la transformació maligna del càncer de pròstata.

#### Funcionament
La FOXB2 interacciona amb un complex transcripcional multiproteic per promoure la transcripció del gen Wnt i l'activitat de la via Wnt dependent de TCF. Mecànicament, la FOXB2 indueix múltiples lligams d’aquesta via, especialment el neurogènic WNT7B, el qual augmenta la transcripció depenent de TCF/LEF sense activar el co-receptor de la WNT LRP6 ni la β-catenina.
Hi ha diversos reguladors de la transcripció com YY1, JUN i DDX5 que són cofactors dependents de la FOXB2 i necessaris per a l’activació de la via.
Normalment els factors de transcripció FOX controlen la senyalització WNT mitjançant diversos mecanismes com la regulació del trasllat i de l'estabilitat nuclear de la β-catenina, però la FOXB2 no s'uneix ni colocalitza amb aquesta. La FOXB2 activa WNT/TCF independentment de la β-catenina, activant un mòdul de senyalització WNT7B/RECK/GPR124.
Aquest fet comporta que la supressió de la TCF/LEF bloquegi essencialment l’activitat del receptor però en cèl·lules deficients en β-catenina segueixi havent una activitat residual.
L'expressió FOXB2/WNT7B en el càncer de pròstata està associada a un programa transcripcional que afavoreix la diferenciació neuronal i disminueix la supervivència sense metàstasis. A nivell molecular es va observar la màxima expressió de FOX B2 al subtipus de càncer de pròstata iCluster2.

### Paper de la FOXB2 en la supressió tumoral[12]
Els gens Forkhead-box (FOX) comprenen una superfamília d'almenys 43 membres que codifiquen proteïnes implicades en la regulació transcripcional i potser associades a la patogènesi de diversos càncers.
Es creu que la FOXB2 pot actuar de supressor tumoral, ja que podria tenir la capacitar d'inhibir les característiques malignes de les cèl·lules Panc-1 del teixit pancreàtic i ductal quan s'indueix experimentalment la seva sobreexpressió in vitro.
Les cèl·lules Panc-1 transfectades per tal de sobreexpressar la FOXB2 presenten una capacitat reduida de formació d'esferoides i de "creixement independent d'ancoratge", una supressió considerable de la β-catenina (sobreexpresada en diversos tipos de cèl·lules canceroses), així com una reducció en les fraccions cel·lulars de la població lateral (SP) les quals tenen un alt potencial de tumorogènesi i metàstasi.

## Comparació entre la FOXB2 i la FOXB1

### Xenopus laevis
A la granota Xenopus laevis la FOXB2 està estretament relacionada amb la FOXB1, ja que presenten una similitud del 47,7%.
Només es diferencien en l'extrem C-terminal i en vuit substitucions aminoacídiques al "forkhead domain".
Així, el partó d'expressió primerenca de la FOXB2 és molt semblant al descrit per a la FOXB1. Es diferencien en els següents punts:
- La transcripció de la FOXB2 és força dèbil, mentre que la transcripció de la FOXB1 és persistent.

- L'expressió de la FOXB2 es veu complement regulada a nivells baixos al final de la neurulació, mentre que l'expressió de la FOXB1 és observable a tot el sistema nerviós central (SNC) així com en el projecte de cua.

- Al romboencèfal, quan la FOXB2 es torna a expressar, la transcripció del gen que codifica la FOXB1 segueix activa i es localitza a una regió dorsal anterior als ulls.

- Durant l'embriogènesi del ratolí s'ha observant que la FOXB2 i la FOXB1 s'expressen al tim, així com en àrees adjacents i parcialment superposades del cervell en desenvolupament.
- La FOXB2 també es troba a l'esperma, als ovaris i als testicles dels ratolins adults.[13][14]

### Mus musculus
En el cas d'aquesta espècie, una comparació dels patrons d'expressió de Foxb2 i Foxb1 a l'embrió d’aquests també havia demostrat que aquests gens s'expressen en àrees adjacents i parcialment superposades del cervell desenvolupat i en el tim. En ratolins adults, la Foxb2 es troba addicionalment a la melsa, ovari i testicles.

## Comparació de la FOXB2 en diferents espècies
Les espècies que han estat més utilitzades per investigar la FOXB2 són: el Mus musculus, la Xenopus laevis i l'Homo sapiens.
Les FOXB2 d'aquestes tres espècies són proteïnes ortòlogues.

### La FOXB2 de laXenopus laevis
La FOXB2 també es pot anomenar xFoxB2, FD-5 ("Fork head domain-related protein 5") o xFD-5.
A la granota Xenopus laevis, la FOXB2 està codificada pel gen foxb2, del qual s'ha aïllat un fragment incomplet anomenat XFD-5.
Aquest fragment aïllat del gen només conté un exó, de tal manera que el “forkhead domain” de la FOXB2 està situat a l'extrem N-terminal.

### La FOXB2 delMus musculus
Aquesta estructura de la FOXB2 que presenta la granota Xenopus Laevis també la presenten els ratolins en la seva proteina ortòloga, ja que comparteixen una similitud del 73,2%.
El 26,8% restant que diferència a les dues FOXB2 ortòlogues és degut a dos factors:
- La FOXB2 del ratolins presenta una sèrie de canvis en els aminoàcids del "forkhead domain". Específicament, conté set aminoàcids diferents (set substitucions).
- Poc després del "forkhead domain" hi ha un fragment addicional ric en la seqüència Pro-His-Ala-Gln.Seqüència d'aminoàcids Pro-His-Ala-Gln

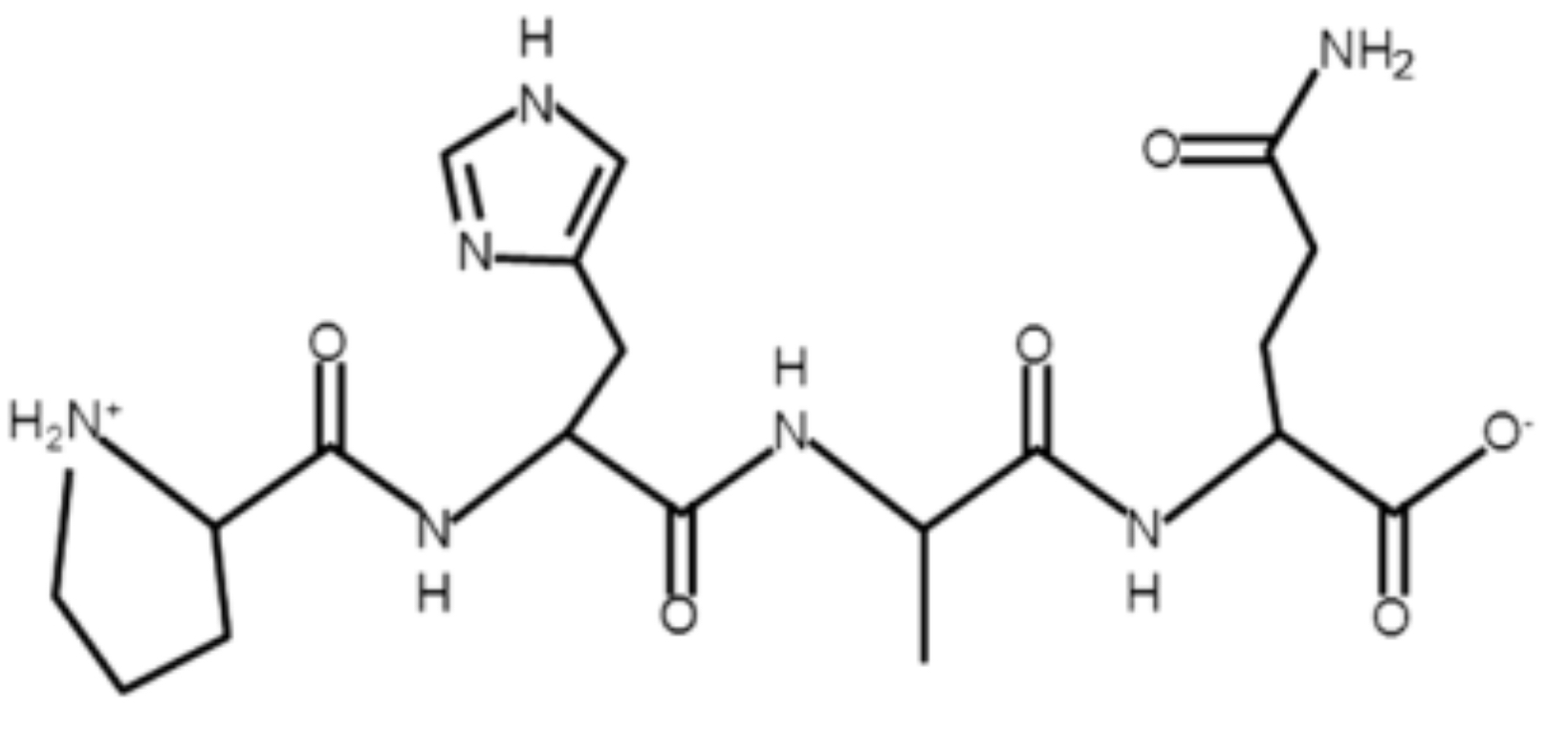
Seqüència d'aminoàcids Pro-His-Ala-Gln

La FOXB2 del Mus musculus també rep el nom de "factor de transcripció FKH-4" I el gen que la codifica es localitza al cromosoma 19.